# Termokompostownik

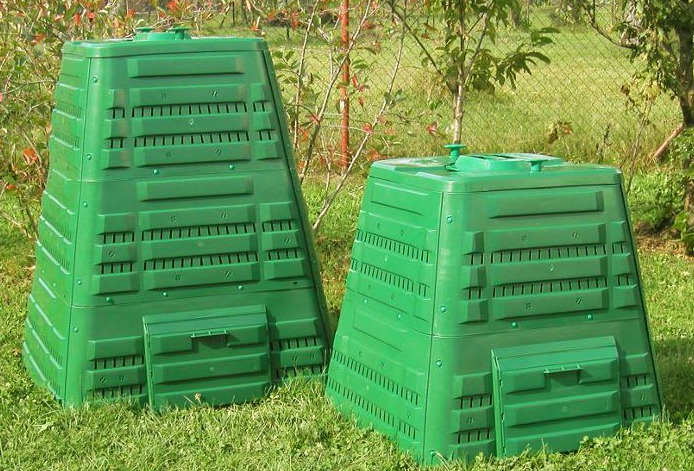
Termokompostowniki plastikowe

Termokompostownik – pojemnik o zamkniętej formie, w którym przebiega kompostowanie odpadów biodegradowalnych, w wyniku czego otrzymujemy kompost.
Termokompostowniki najczęściej wykonane są z tworzywa sztucznego, zapewniają optymalne warunki do rozkładu biomasy, dzięki czemu kompost można otrzymywać kilka razy do roku. Do najważniejszych cech termokompostownika, zwiększających jego efektywność, zalicza się:
- stabilną wilgotność we wnętrzu dzięki zamkniętej formie

- izolację termiczną kompostu uzyskaną poprzez grube ścianki, bądź dodatkową warstwę izolacji

- dostęp powietrza do pryzmy poprzez system szczeliny lub otworów napowietrzających

- osłonięcie kompostu przed deszczem i śniegiem.

Kompostowanie w termokompostowniku może przebiegać do 70% szybciej w stosunku do kompostowania na pryzmie.